# The Death of Slim Shady (Coup de Grâce)
The Death of Slim Shady (Coup de Grâce) — дванадцятий студійний альбом американського репера Емінема, випущений 12 липня 2024 року через Shady Records, Aftermath Entertainment і Interscope Records. Продакшн концептуального релізу здійснював сам Емінем, Dem Jointz, Fredwreck, Cubeatz, Коул Беннетт, а також постійні колеги Dr. Dre та Луїс Ресто.

## Передісторія
Емінем посилався на своє альтер-его, Slim Shady, у кількох своїх популярних піснях, таких як «My Name Is» 1999 року і «The Real Slim Shady» 2000 року. Образ Slim Shady асоціюється з тим, як Емінем у молодості з'являвся на сцені та в кліпах, у тому числі з його знебарвленим світлим волоссям. Провокаційну особистість Slim Shady журнал Time у 2002 році описав як «кошмарне втілення» та «втіленням шаленої фантазії».
19 березня 2024 року давній продюсер та співавтор Dr. Dre виступив в ефірі програми Jimmy Kimmel Live! із заявою, що Емінем працює над своїм наступним студійним альбомом і що альбом вийде 2024 року. 26 квітня, під час Драфт НФЛ 2024 у його рідному місті Детройті, був показаний тизер майбутнього альбому, в якому питається: «Хто вбив Slim Shady?». Репортер у плащі перераховує ворогів, яких Шейді нажив за роки, а репер 50 Cent коментує цю особу. У тизері також використані фрагменти пісень «My Name Is», «Without Me» і «The Real Slim Shady». Наприкінці 56-секундного відео було оголошено назву альбому та передбачувану дату його виходу з можливість попереднього замовлення.
Фальшивий некролог про Сліма Шейді з'явився в номері газети Detroit Free Press від 13 травня як реклама альбому. На фото Емінем зображений у комбінезоні та хокейній масці як Slim Shady, а в некролозі говориться: «Зрештою, ті інструменти, які він використовував, стали візитними картками, які визначили існування, яке могло закінчитися тільки раптовим і жахливим кінцем. Його складне і болісне існування добігло кінця, і спадщина, яку він залишає після себе, не ближче до вирішення, ніж те, як персонаж покинув цей світ. Нехай він дійсно знайде мир у потойбіччі, якого він не зміг знайти на Землі».
21 травня 2024 року Емінем зробив загадковий пост у своїх соціальних мережах, що містить відео з чатом в iMessage, адресованим «Всім контактам» з повідомленням «…і це мій останній трюк!». Емінем змінив свої профілі в соціальних мережах, щоб вони відповідали емодзі кролика в капелюсі, використаному в пості. Після цього посту фанати почали висловлювати в соціальних мережах свої занепокоєння та теорії про можливий відхід Емінема на пенсію.
9 липня 2024 року Емінем опублікував обкладинку альбому на своїх сторінках у соціальних мережах, за 3 дні до виходу альбому. 11 липня 2024 року Емінем опублікував у X «громадську заяву», в якій стверджувалося, що альбом є «концептуальним» і порадив фанатам слухати пісні по порядку.

## Сингли
28 травня 2024 року Емінем опублікував спільне відео з ілюзіоністом Девідом Блейном. У відео показано FaceTime розмову між Емінемом і Блейном, де Ем просить допомоги і каже, що хоче зробити «чарівний трюк», на який Девід відповідає келихом вина. Наприкінці відео показується короткий інструментальний фрагмент пісні «Houdini» з назвою пісні та датою виходу. Пісня була випущена 31 травня 2024 року як провідний сингл разом із музичним відео. Сингл мав комерційний успіх, досягши першого місця у дванадцяти країнах та в Global 200.
28 червня 2024 року Емінем опублікував тизер другого синглу під назвою «Tobey», спільного треку з американськими реперами Big Sean і BabyTron. У короткому чорно-білому кліпі Емінем зображений у масці Джейсона Вурхіза з бензопилою, що стоїть поруч із запрошеними артистами, тоді як на задньому плані грає інструментальний фрагмент. Пісня була випущена 2 липня. Музичне відео від Lyrical Lemonade на цей трек було випущено 8 липня після триденної затримки через проблеми з продакшном.

## Критика
The Death of Slim Shady (Coup de Grâce) отримав «змішані або середні відгуки» від Metacritic на основі середньозваженої оцінки 47 зі 100 з 9 оцінок критиків. Detroit Free Press дала альбому позитивну рецензію, сказавши: «Продакшн щільний, гра слів надійно розумна, вокальний потік впевнений і універсальний». У той же час додавши, що альбом знаходиться в тій самій лізі, що й його попередні альбоми, The Eminem Show і Encore, буквально тому, що композиція «Brand New Dance» була в основному записана в 2004 році. Complex заявив, що альбом «просто вінтажне лайно Слім Шейді». Billboard написав, що найкращим треком альбому є «Somebody Save Me», назвавши його «заплаканим кінцем подорожі Слім Шейді». The Independent поставила альбому дві зірки з п'яти, заявивши, що «якщо [це] було задумано, щоб дозволити Мезерсу з'їсти свій пиріг — щоб потурати його попередній, навмисно образливій грі слів під виглядом боротьби проти особи Шейді всередині — реальність найгірша з обох світів». Пишучи для The Daily Telegraph, Ніл МакКормік описав альбом як «смішний, шокуючий, суперечливий, надзвичайно обурливий, образливий, сентиментальний, розумний, тупий і часом навіть (пошепки) мудрий».
Rolling Stone зробив висновок: «Він ще молодий — ледве йому за п'ятдесят, — але він відчуває дивну гордість, чіпляючись за думки, які сформував у підлітковому віці, і викладає це головний посил. Все ще звинувачує у своїх проблемах жінок, боїться трансгендерів, розлючений думкою про те, що дивні люди творять дивні речі, і все ще стогне про свою маму? Він просить, щоб його скасували слухачі, які не думають про нього і не мають уявлення, що він думає про них».

## Список композицій
| #     | Назва                                          | Автор | Продюсер(и)                                                  | Тривалість |
| ----- | ---------------------------------------------- | --- | ------------------------------------------------------------ | ---------- |
| 1.    | «Renaissance» (intro)                          | Marshall Mathers III Luis Resto                                                                                                   | Eminem Resto [a]                                             | 1:38       |
| 2.    | «Habits» (за участю White Gold)                | Mathers Resto Bobby Yewah L. Kråkm                                                                                                | White Gold Eminem [a] Narza [b]                              | 4:58       |
| 3.    | «Trouble» (interlude)                          | Mathers Dwayne Abernathy Jr. Farid Nassar                                                                                         | Dem Jointz Fredwreck                                         | 0:42       |
| 4.    | «Brand New Dance»                              | Mathers Resto | Eminem Resto [a]                                             | 3:27       |
| 5.    | «Evil»                                         | Mathers Resto Donald Cannon Kevin Gomringer Tim Gomringer                                                                         | Don Cannon Cubeatz Eminem [a]                                | 3:50       |
| 6.    | «All You Got» (skit)                           | Mathers Resto | Eminem                                                       | 0:24       |
| 7.    | «Lucifer» (за участю Sly Pyper)                | Mathers Resto Andre Young Thomas Cheval Sly Jordan Andres Holten Hans van Hemert                                                  | Dr. Dre Callus Eminem [a]                                    | 4:22       |
| 8.    | «Antichrist» (за участю Bizarre)               | Mathers Rufus Johnson Resto Shane Webb                                                                                            | Eminem Resto [a] Foulmouth [b]                               | 5:14       |
| 9.    | «Fuel» (за участю JID)                         | Mathers Harrison Le Mon Bey Thomas Forbes Resto Denaun Porter Destin Route                                                        | Denaun Porter Eminem [b]                                     | 3:34       |
| 10.   | «Road Rage» (за участю Dem Jointz & Sly Pyper) | Mathers Resto Young Abernathy Jordan Byron Thomas Terius Gray                                                                     | Dr. Dre Dem Jointz Eminem [b]                                | 3:38       |
| 11.   | «Houdini»                                      | Mathers Jeff Bass Kevin Bell Malcolm McLaren Anne Dudley Trevor Horn Steve Miller                                                 | Eminem Resto [b]                                             | 3:47       |
| 12.   | «Breaking News» (skit)                         | Mathers Resto | Eminem                                                       | 0:37       |
| 13.   | «Guilty Conscience 2»                          | Mathers Resto Abernathy Nassar | Eminem Dem Jointz Fredwreck                                  | 5:26       |
| 14.   | «Head Honcho» (за участю Ez Mil)               | Mathers Jameil Aossey Ezekiel Miller Resto                                                                                        | Eminem Ez Mil [b] Aossey [b] Resto [b]                       | 3:55       |
| 15.   | «Temporary» (за участю Skylar Grey)            | Mathers Resto Holly Hafermann | Skylar Grey Eminem [a]                                       | 4:58       |
| 16.   | «Bad One» (за участю White Gold)               | Mathers Yewah Resto | Eminem Resto [b]                                             | 4:30       |
| 17.   | «Tobey» (разом з Big Sean та BabyTron)         | Mathers Sean Anderson James Johnson Resto Julian Harris Cole Bennett Carlton McDowell John Nocito Daniyel Weissmann Marvin Jordan | Bennett McDowell Nocito Daniyel Marvy Ayy Car!ton Eminem [b] | 4:45       |
| 18.   | «Guess Who's Back» (skit)                      | Mathers | Eminem                                                       | 1:03       |
| 19.   | «Somebody Save Me»                             | Mathers Resto Benjamin Levin Emile Haynie David Ray Stevens                                                                       | Benny Blanco Emile Eminem [b]                                | 3:50       |
| 64:28 |                                                | |                                                              |            |

Примітки
- ↑  означає співпродюсера
- ↑  означає додаткового продюсера

## Чарти
| Чарт (2024)                                        | Найвища позиція |
| -------------------------------------------------- | --------------- |
| Australian Albums (ARIA)                           | 1               |
| Australian Hip Hop/R&B Albums (ARIA)               | 1               |
| Австрія Austrian Albums (Ö3 Austria)               | 1               |
| Бельгія Belgian Albums (Ultratop Flanders)         | 1               |
| Бельгія Belgian Albums (Ultratop Wallonia)         | 1               |
| Канада Canadian Albums (Billboard)                 | 1               |
| Чехія Czech Albums (ČNS IFPI)                      | 1               |
| Данія Danish Albums (Hitlisten)                    | 2               |
| Нідерланди Dutch Albums (MegaCharts)               | 1               |
| Фінляндія Finnish Albums (Suomen virallinen lista) | 1               |
| Франція French Albums (SNEP)                       | 2               |
| Німеччина German Albums (Offizielle Top 100)       | 2               |
| Угорщина Hungarian Albums (MAHASZ)                 | 1               |
| Icelandic Albums (Tónlistinn)                      | 3               |
| Ірландія Irish Albums (OCC)                        | 1               |
| Italian Albums (FIMI)                              | 8               |
| Japanese Digital Albums (Oricon)                   | 6               |
| Japanese Hot Albums (Billboard Japan)              | 39              |
| Lithuanian Albums (AGATA)                          | 4               |
| New Zealand Albums (RMNZ)                          | 1               |
| Норвегія Norwegian Albums (VG-lista)               | 1               |
| Португалія Portuguese Albums (AFP)                 | 2               |
| Шотландія Scottish Albums (OCC)                    | 3               |
| Slovak Albums (ČNS IFPI)                           | 1               |
| Іспанія Spanish Albums (PROMUSICAE)                | 16              |
| Swedish Albums (Sverigetopplistan)                 | 1               |
| Швейцарія Swiss Albums (Schweizer Hitparade)       | 1               |
| Велика Британія UK Albums (OCC)                    | 1               |
| Велика Британія UK R&B Albums (OCC)                | 1               |
| США Billboard 200                                  | 1               |
| США Top R&B/Hip-Hop Albums (Billboard)             | 1               |

## Сертифікації
| Регіон                                                      | Сертифікація | Продажі |
| ----------------------------------------------------------- | ------------ | ------- |
| Канада (Music Canada)                                       | Золотий      | 40 000  |
| Нова Зеландія (RIANZ)                                       | Золотий      | 7500    |
| Польща (ZPAV)                                               | Золотий      | 10 000  |
| Велика Британія (BPI)                                       | Золотий      | 100 000 |
| продажі+прослуховування, що базуються лише на сертифікаціях |              |         |